# 상원군 (왕족)
상원군 이공(商原君 李糿, 1715년 ~ 1733년 음력 6월 21일)은 조선 후기의 왕족이다. 그는 인조의 장남 소현세자의 증손자였던 밀풍군의 차남이며, 숙종의 서자였던 연령군의 양자이다. 본관은 전주이며 아명은 이진석(李晉錫), 이상대(李尙大), 이구(李䊵)이다.

## 생애
소현세자의 증손자인 밀풍군의 차남이다. 5세 때인 1719년(숙종 45년) 숙종의 서자이자, 상원군에게는 9촌 삼종숙부인 연령군의 양자로 입적되었다. 연령군이 아들 없이 죽자 숙종이 직접 그를 간택하였다.
그러나 1728년(영조 4년) 이인좌의 난이 일어나고 반란군이 그의 생부 밀풍군 탄을 추대하려 했다는 이유로 연좌되어 조정 신료들의 탄핵을 받고 유배되었다가 이후 황해도 옹진 유배 배소에서 1733년에 향년 19세로 사사되었다. 사후 파양되었다.

### 결혼 이후 후사 없이 사사된 그의 사후 양자 출계
11세 때인 1725년 12월 군부인 은진 송씨와 혼인하였으나 후사는 없었다.
사후 그는 생부 밀풍군에 연좌되어 파양되고 다시 선조의 아홉째 서자 경창군 이주의 후손 승문원 부정자 이채의 아들 수신을 연령군의 양자로 세웠다.
1864년 고종의 명으로 신원 및 관작복구가 되었으며, 덕흥대원군의 9대손이었던 이철존(李喆存)을 사후 양자로 들였다.

## 같이 보기
- 낙천군 (연령군의 양차자이며 상원군 이공의 양아우)